# مرگ آلان کردی
آلان کردی (کردی سورانی: ئالان کوردی؛ کردی کرمانجی: Alan Kurdî)، (۴ مه ٢٠١٢ – ٢ سپتامبر ٢٠١۵) پسر بچه کرد سوری که در سال ۲۰۱۵ در دریای مدیترانه غرق شد. وی یکی از آواره‌های جنگ داخلی سوریه بود که جسدش را آب‌های دریا به ساحل آوردند؛ و عکس گرفته شده از جسد وی موجی از واکنش‌ها را در دنیا برانگیخت.

## زندگی‌نامه
آلان در سال ۲۰۱۳ در دوران جنگ داخلی سوریه به دنیا آمد. او و خانواده‌اش اهل کوبانی بودند. آلان سه ساله با برادر پنج ساله و با پدر و مادرش از سوریه جنگ‌زده رهسپار جزیره کوس در یونان بود. در این سفر آلان به همراه برادر ۵ ساله‌اش (گالیپ) و مادرش غرق شدند؛ و تنها پدر خانواده زنده ماند.
پدر آلان برای خانواده‌اش از کشور کانادا درخواست پناهندگی کرده بود. خواهرش از بیست سال پیش در ونکوور زندگی می‌کرد. اما درخواست خانواده آلان ماه ژوئن رد شد. مشکلات اداری در ترکیه باعث نقص مدارکشان شده بود و علت رد درخواستشان این بود.

در نهایت، پدر خانواده از سفر به کانادا منصرف شد. به فکر رفتن به اروپا افتاد: اول یونان و بعد هم احتمالاً به کشورهای شرق اروپا مثل صربستان، مقدونیه و مجارستان، و بعدتر به کشورهای غرب اروپا مثل آلمان و اتریش و سوئد که برخورد بهتری با پناهجویان، یا امکانات بهتری برای پذیرایی از آنان دارند.
پدر آلان از دوستان و خویشاوندانش کمک گرفت. پولی برای سفر فراهم کرد، و خانواده‌اش را در قایق کوچکی نشاند. قایقشان در هم شکست و نقشه او در اولین قدم شکست خورد: هرسه عضو خانواده‌اش مردند، خانواده‌ای که آرزو داشت آن‌ها را برای زندگی به جای بهتری ببرد.
قایق آلان و خانواده‌اش بیست و سه نفر سرنشین داشت. نه نفر نجات پیدا کردند، نه نفر دیگر همراه آلان و مادر و برادرش غرق شدند، و دو نفر هم ناپدید شده‌اند. سه کودک دیگر در میان غرق شدگان بودند.

## واکنش‌ها

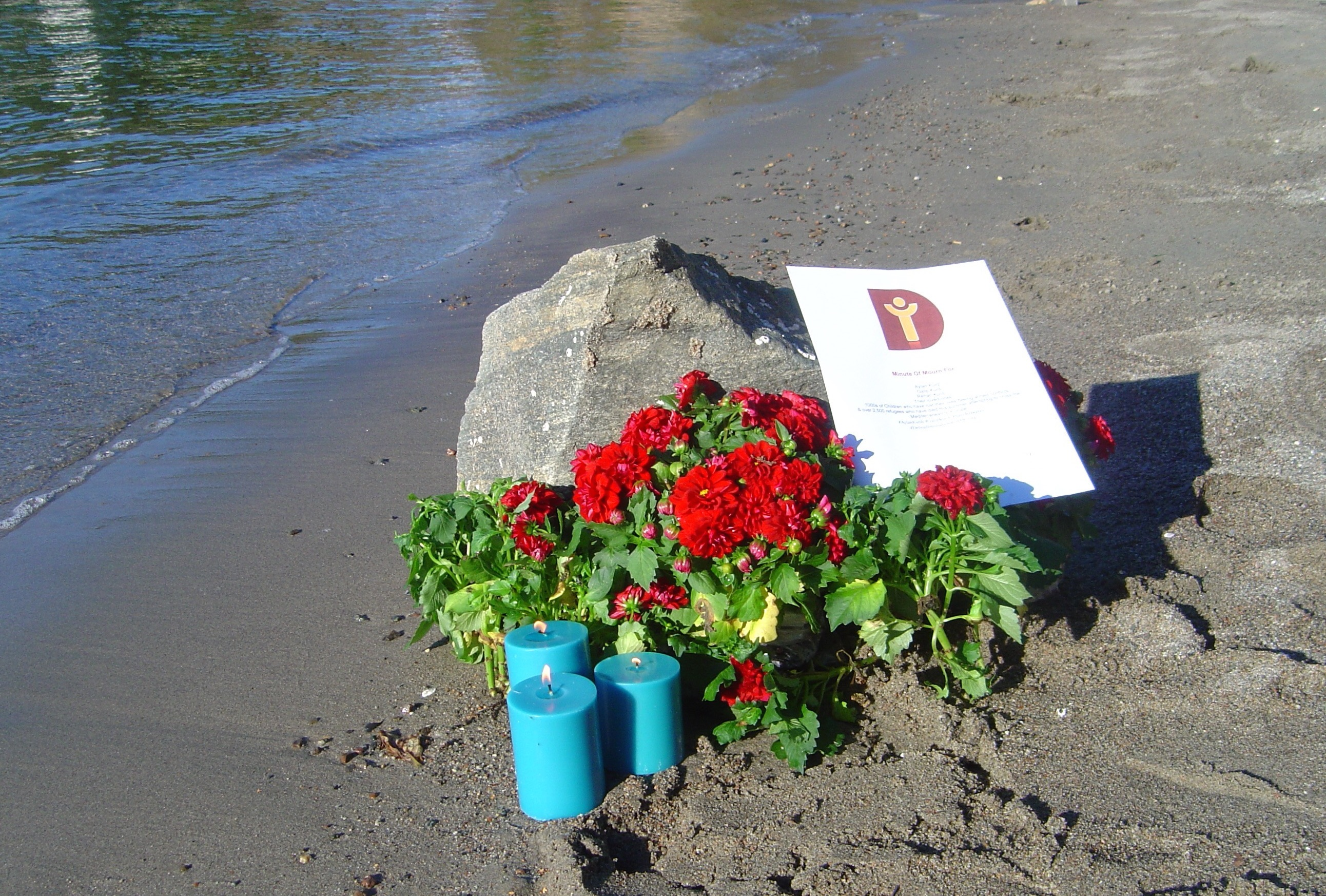

دیوید کامرون درجریان بازدید از یک کارخانه ساخت قطار در شمال انگلیس گفت: «هرکس این تصاویر را دیده است نمی‌تواند منقلب نشود و من به عنوان یک پدر از دیدن پیکر بی‌جان این پسربچه در یکی از سواحل ترکیه به شدت منقلب شدم. ما به زودی مسئولیت‌های اخلاقی خود را برعهده می‌گیریم .»
روزنامه ایندیپندنت نیز نوشت: اگر تصویر این کودک موضع کشورهای اروپایی را در قبال آوارگان تغییر ندهد پس چه چیزی آن را تغییر می‌دهد.
مانوئل والس نخست وزیر فرانسه در توییتی با ابراز ناراحتی از این حادثه نوشت: «او اسم داشت: آیلان کردی. باید هر چه سریع تر کاری کرد. اروپا باید تکانی بخورد.»
روزنامه لوموند این تصویر را شوک آور و بیدارکننده وجدان اروپا دانست.
فیلیپ کویار یکی از اعضای احزاب سیاسی کانادا: بسیار تاسف‌بار است که ما نیاز داشته باشیم تا تصویر غرق شده کودک پناهجوی سوری وجدان ما را بیدار کند.
به گزارش روزنامه لوپوئن، این تصویر به سرعت در تمام روزنامه‌های اروپا منتشر و از آن به عنوان سمبل تراژدی انسانی مهاجران در اروپا نام برده شده‌است.